# Ógügié

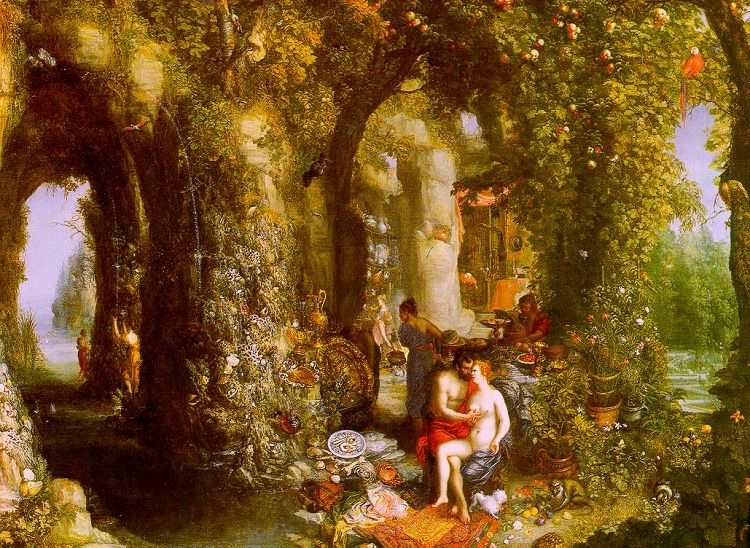
Odüsszeusz és Kalüpszó Ógügié barlangjaiban. Az idősebb Jan Brueghel (1568–1625) festménye

Ógügié (ógörög  Ὠγυγίη vagy Ὠγυγία) egy sziget, amely Homérosz Odüsszeia című eposza V. könyvében szerepel, mint Kalüpszó (Καλυψώ) nimfa (másik nevén Atlantisz, Ατλαντίς)), a titán Atlasz leányának otthona. 
A történet szerint Kalüpszó foglyul ejti és hét évig a szigeten tartja Odüsszeuszt, az eposz főhősét, aki a trójai háborúból tart hazafelé Ithaka szigetére. A nimfa férjének kívánja Odüsszeuszt, akinek pedig már van családja. Pallasz Athéné istennő ezt bepanaszolja Zeusznak, a főistennek, aki Hermészt küldi Kalüpszóhoz azzal a paranccsal, hogy engedje szabadon Odüsszeuszt. Hermész isten anyai ágon, Autolükoszon keresztül Odüsszeusz dédapja a történet szerint. Kalüpszó, bár vonakodva, végül arra ösztökéli Odüsszeuszt, hogy építsen tutajt, majd élelemmel és borral ellátva útjára bocsátja.

## Fordítás
Ez a szócikk részben vagy egészben  az   Ogygia című angol Wikipédia-szócikk ezen változatának fordításán alapul.  Az eredeti cikk szerkesztőit annak laptörténete sorolja fel. Ez a jelzés csupán a megfogalmazás eredetét és a szerzői jogokat jelzi, nem szolgál a cikkben szereplő információk forrásmegjelöléseként.